# Glyphodes paramicalis
Glyphodes paramicalis là một loài bướm đêm trong họ Crambidae.